# Bentley Mulsanne (2010)
La Mulsanne è una berlina di lusso prodotta dalla casa automobilistica inglese Bentley dal 2010 al 2020.

## Nome
Il suo nome è un tributo alla cittadina francese di Mulsanne, il cui territorio è attraversato da una porzione non permanente del Circuit de la Sarthe, dove si disputa la celebre 24 Ore di Le Mans, di cui la Bentley vinse ben 6 edizioni.

## Il contesto
È il modello di punta, il più prestigioso del marchio Bentley. Erede della Arnage, che fu l'ultimo modello Bentley a risentire dell'influenza del lungo dominio della Rolls-Royce, è anche il primo modello di ammiraglia concepito interamente dalla Bentley dal 1931, nonché la seconda Bentley a portare questo glorioso nome.
Con questo modello di ammiraglia la Bentley ha completato la sua gamma, completamente rinnovata sotto il profilo stilistico e meccanico. Nell'estate 2012, la Bentley ha annunciato l'intenzione di coronare la gamma con la Mulsanne Convertible, la versione cabriolet che sarà commercializzata tra il 2013 e il 2014. Il prototipo definitivo è stato presentato a una selezionata cerchia di clienti e giornalisti in anteprima al 2012 Pebble Beach Concours d'Elegance.

## Caratteristiche tecniche

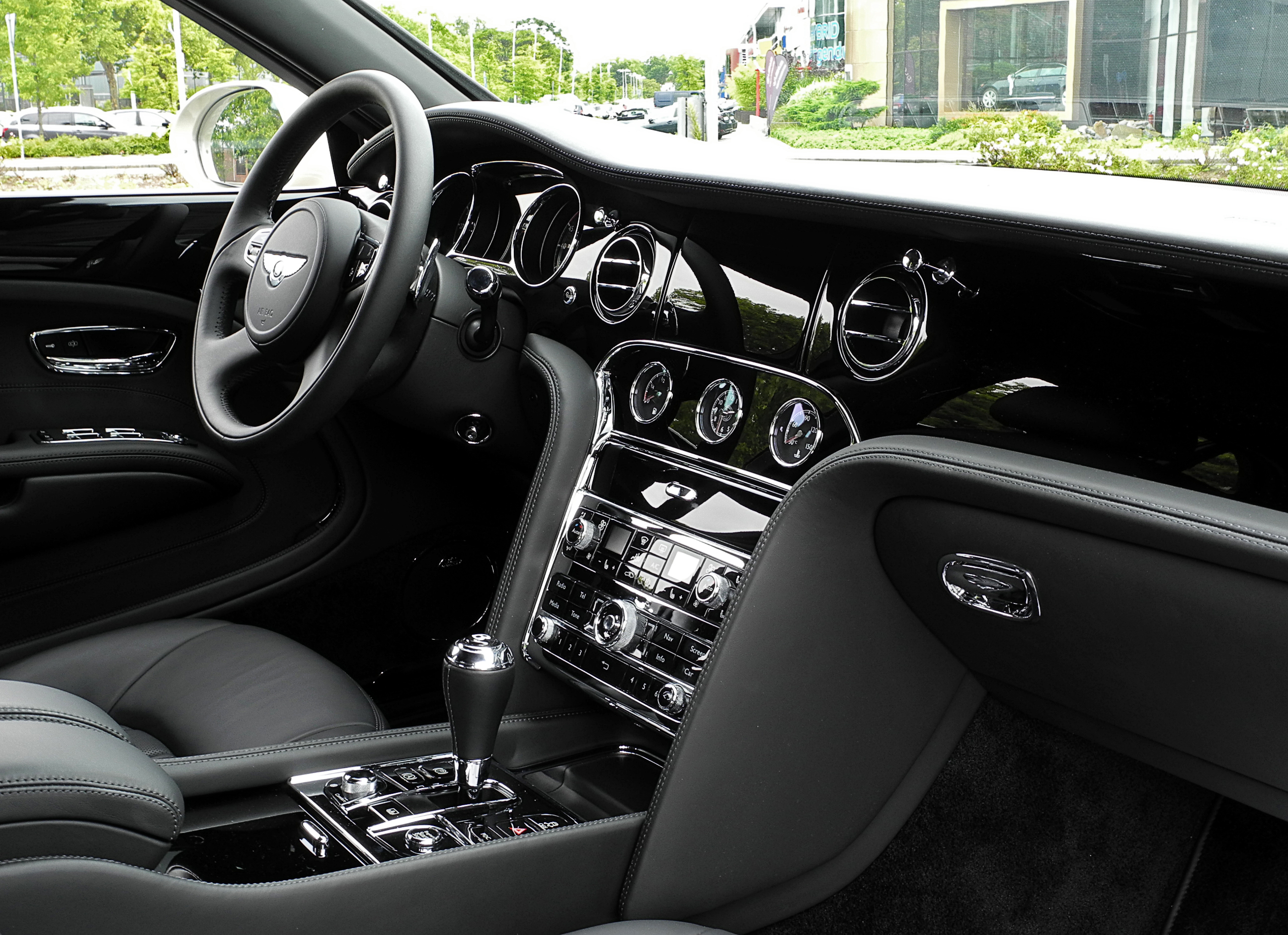
Interni

Le maggiori novità della Mulsanne sono il nuovo design sinuoso che conferisce eleganza e un propulsore di nuova concezione.
Il motore è un 6.75 litri V8 sovralimentato da due turbocompressori che eroga una potenza di 512 CV a 4.200 giri/min, con trazione posteriore e cambio automatico ZF a otto rapporti a controllo elettronico. La velocità massima dichiarata dal costruttore si attesta sui 296 km/h, con un'accelerazione 0–100 km/h in 5,3 secondi.
Gli interni sono in pelle lavorata a mano come da tradizione Bentley, con largo uso di radica e materiali pregiati. L'equipaggiamento prevede una vasto uso di tecnologia, tra cui il sistema audio Naim con 14 altoparlanti, un navigatore satellitare ad alte prestazioni, la possibilità di interfacciarsi con i più svariati dispositivi elettronici portatili, nonché un'ampia scelta di accessori, tra cui un vano refrigerato con bicchieri in cristallo incisi a mano.
Come di consueto, la Mulsanne è disponibile anche nella versione Mulliner.

### Motorizzazioni
| Modello                | Disponibilità | Motore  | Cilindrata (cm³) | Potenza         | Coppia Massima (Nm) | Emissioni CO2 (g/Km) | 0–100 km/h (secondi) | Velocità max (Km/h) | Consumo medio (Km/l) |
| 6750 V8 Mulsanne       | dal debutto   | Benzina | 6750             | 377 Kw (513 Cv) | 1020                | 393                  | 5.3                  | 296                 | 5.6                  |
| 6750 V8 Mulsanne SPEED | dal 2014      | Benzina | 6750             | 395 Kw (537 Cv) | 1100                | 342                  | 4.8                  | 305                 | 5.6                  |

## Curiosità
Nell'agosto del 2009, il modello n.1 della Mulsanne, presentato in anteprima al Pebble Beach Concours d'Elegance, è stato battuto all'asta per 550.000 dollari.